# Oxystegus sinuosus
Oxystegus sinuosus là một loài Rêu trong họ Pottiaceae. Loài này được (Mitt.) Hilp. mô tả khoa học đầu tiên năm 1933.